# Taenitis vittarioides
Taenitis vittarioides är en kantbräkenväxtart. Taenitis vittarioides ingår i släktet Taenitis och familjen Pteridaceae.

## Underarter
Arten delas in i följande underarter:
- T. v. moluccana
- T. v. vittarioides